# پیتر فارار (بازیکن فوتبال)
پیتر فارار (انگلیسی: Peter Farrar؛ ۶ مه ۱۸۹۷ – ۱۹۷۲ (۷۴−۷۵ سال)) بازیکن فوتبال بود.